# Dendronephthya collaris
Dendronephthya collaris är en korallart som beskrevs av Wright och Studer 1889. Dendronephthya collaris ingår i släktet Dendronephthya och familjen Nephtheidae. Inga underarter finns listade i Catalogue of Life.